# Loxilobus celebensis
Loxilobus celebensis är en insektsart som beskrevs av Günther, K. 1937. Loxilobus celebensis ingår i släktet Loxilobus och familjen torngräshoppor. Inga underarter finns listade i Catalogue of Life.